# Bjensböleträsket
Bjensböleträsket är en sjö i kommunen Kimitoön i landskapet Egentliga Finland i Finland. Arean är 27 hektar och strandlinjen är 2,86 kilometer lång. Sjön  ingår i Södra Skärgårdshavets avrinningsområde.   Den ligger omkring 44 kilometer sydöst om Åbo och omkring 120 kilometer väster om Helsingfors. 